# Индейская территория

Карта территорий, выделенных для переселения индейцев (1836 г.)

Индейская территория (англ. Indian Territory или англ. The Indian Country) — традиционное название неорганизованной территории США, предназначавшейся для заселения индейцами. Предполагалось, что белые поселенцы не будут нарушать границы данной территории. Границы индейской территории установил «Закон об отношениях с индейцами» 1834 года. После гражданской войны индейцы-союзники Конфедерации лишились своих земель в центральной части территории, в результате чего появились так называемые «Нераспределённые земли», ставшие впоследствии объектами начальной колонизации белыми поселенцами Индейской территории. В 1890 году был принят закон об учреждении в центральной и западной частях Индейской территории новой организованной территории Оклахома, оставив в составе Индейской территории только земли пяти цивилизованных племён. В 1907 году на месте Индейской территории и Территории Оклахома был образован штат Оклахома.

## История

### XVIII век
Попытки обозначить «территорию только для индейцев» предпринимались и ранее, во времена британской колонизации Америки, согласно Королевской прокламации 1763 года, которая ограничивала передвижение белых поселенцев востоком гор Аппалачи. Установленная прокламацией граница неоднократно отодвигалась в сторону индейцев — сначала при британской администрации, затем после войны за независимость США, и, в конце концов, территория сократилась до земель к западу от реки Миссисипи.
К моменту провозглашения независимости США многие индейские племена уже установили хорошие отношения с британской администрацией, а отношения с американскими повстанцами были гораздо хуже. Во время войны ирокезы поддерживали британцев, а ленапе — американцев, маскогские племена разделились примерно поровну. После разгрома британцев американцы дважды вторгались в Огайскую землю и дважды были разбиты. Наконец, им удалось разгромить индейскую конфедерацию в битве у павших деревьев в 1794 году и навязать им неблагоприятный Гринвилльский договор, согласно которому индейцы были вынуждены уступить белым поселенцам земли, составляющие большую часть современного Огайо, часть современной Индианы, а также современные города Чикаго и Детройт.

### Переселение индейцев

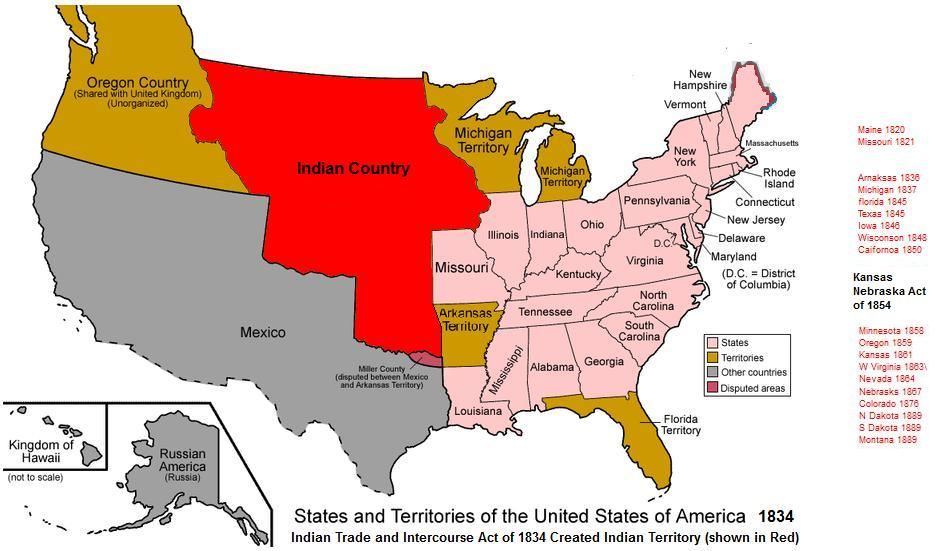
Индейская земля до 1834 года

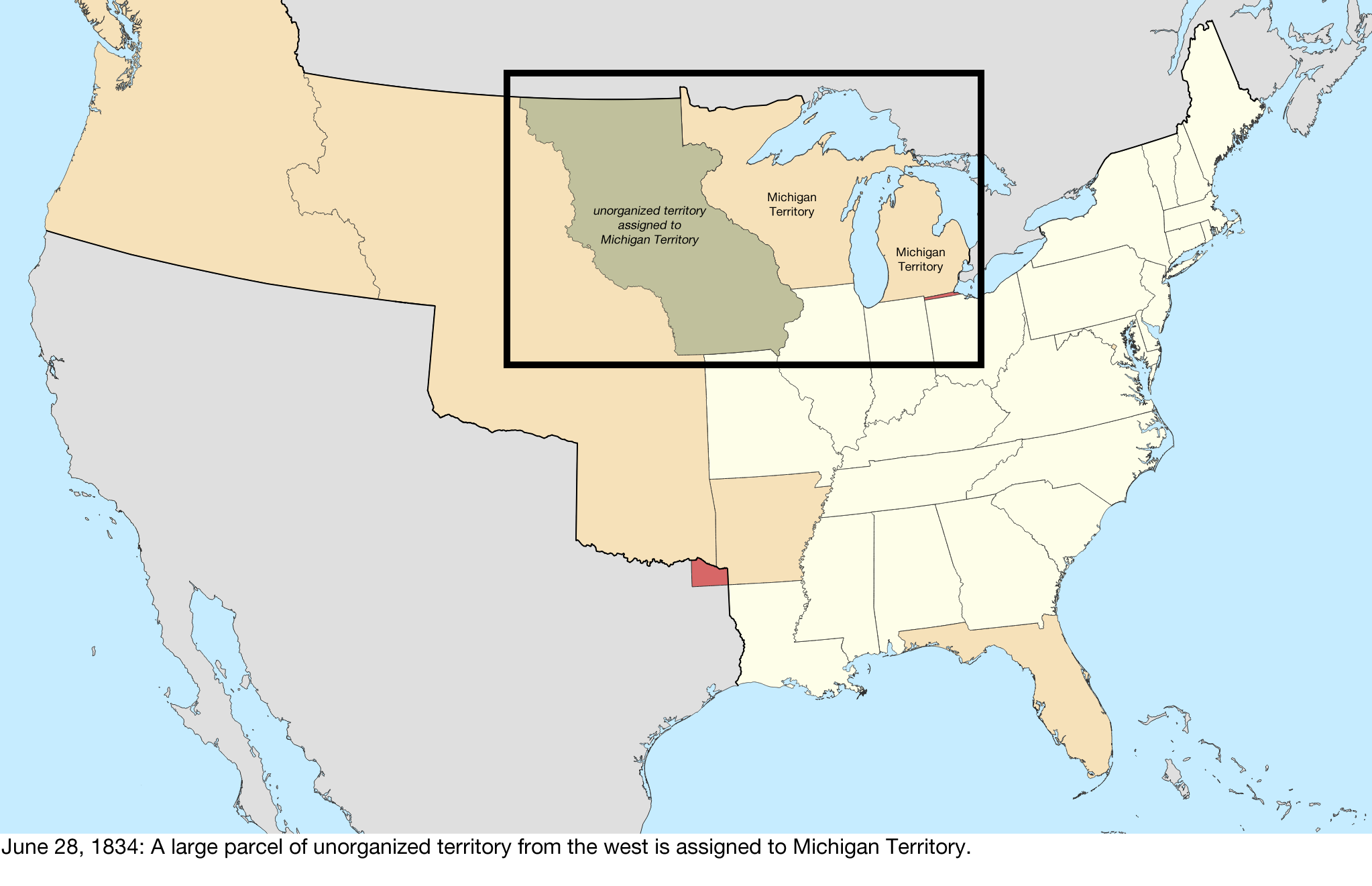
Присоединение индейских территорий в Айове к Территории Мичиган, 1834 год

С начала XIX века белые поселенцы на юге стали претендовать на плодородные земли индейцев и требовать их выселения под надуманными предлогами. Горячим сторонником этой политики был Эндрю Джексон, который после избрания на пост президента подписал в 1830 году Закон о переселении индейцев, определивший новые места для их проживания. Наиболее известными жертвами закона стали пять цивилизованных племён, проживавшие к моменту принятия закона на юго-востоке США. Их переселение получило в историографии название «Дорога слёз». Конечными пунктами «дороги слёз» были территории нынешних штатов Арканзас и Оклахома, где к тому времени уже проживали как другие индейские племена, так и белые, а также беглые чёрные рабы. Переселиться на Индейскую территорию были вынуждены и другие племена — делавары, шауни, потаватоми, куапо, кикапу, мескваки, минго, вайандоты, оттава, шайенны, арапахо, кайова-апачи, тонкава,  чокто и другие.
По свидетельствам очевидцев, во время переселения индейцы подвергались грабежам, насилию и убийствам со стороны белых американцев, особенно зверствовали протестантские поселенцы.. Большинство племён переселялись в «добровольно-принудительном» порядке, что тем не менее привело к многочисленным жертвам в результате эпидемий и других тягот более чем тысячекилометрового пути. Большинство чероки отказались переселяться, были согнаны армией США в концлагеря и подвергнуты насильственной депортации, потери от которой составили не менее 20 % их численности. Часть семинолов оказала вооружённое сопротивление и вела длительную партизанскую войну во Флориде.
Пять цивилизованных племён основали на территории будущего штата Оклахома такие города, как Талса, Ардмор, Талекуа, Тишоминго, Маскоги и ряд других, которые впоследствии стали крупными городами. Кроме того, они завезли в Оклахому большое количество своих чернокожих рабов.
Изначально Индейской территорией называли всю неорганизованную территорию, оставшуюся в 1824 году от бывшей Территории Арканзас при образовании штата Арканзас и при изменении его границы по соглашению с чероки в 1828 году, а также неорганизованную территорию севернее, которая осталась в 1821 году от бывшей Территории Миссури после образования одноимённого штата. Использование картографами термина «неорганизованная территория» ещё не имело широкого распространения в то время, для них чаще использовали историко-географические названия, либо термин «общественные земли» (Public lands). А поскольку историческое название «Луизиана» уже не было актуально из-за существования штата с таким названием, а также из-за того, что неорганизованные территории были закрыты для поселенцев, их традиционно называли «индейскими». Новые неорганизованные территории, присоединённые к США уже после переселения индейцев 1830-х годов, индейскими не называли, а использовали другие термины: Орегонская земля, Мексиканская уступка. Во второй половине XIX века, когда термин Индейская территория укоренился за землями в границах Оклахомы, в
картографических материалах, указывающих границы административных единиц 1820—1850-х годов, для неорганизованной территории севернее Оклахомы стал применяться термин Территория Миссури, несмотря на то, что эта территория прекратила существование вместе с образованием штата.
В 1832 году индейцы проиграли войну Чёрного Ястреба, лишившую их земель к западу от Миссисипи, которые были присоединены к Территории Мичиган, а в 1838 году была организована Территория Айова. В 1854 году были организованы территории Канзас и Небраска (закон Канзас-Небраска). После этого от Индейской территории осталось то, что сейчас относится к штату Оклахома, за исключением Оклахомского выступа, являвшегося изначально частью Техасского выступа, но исключённого из состава Техаса по Компромиссу 1850 года. Оклахомский выступ не было принято причислять к Индейской территории по той причине, что он не был частью США в 1830-е годы, а какое-либо население в нём отсутствовало. Однако в некоторых картографических материалах его всё же относят к Индейской территории.

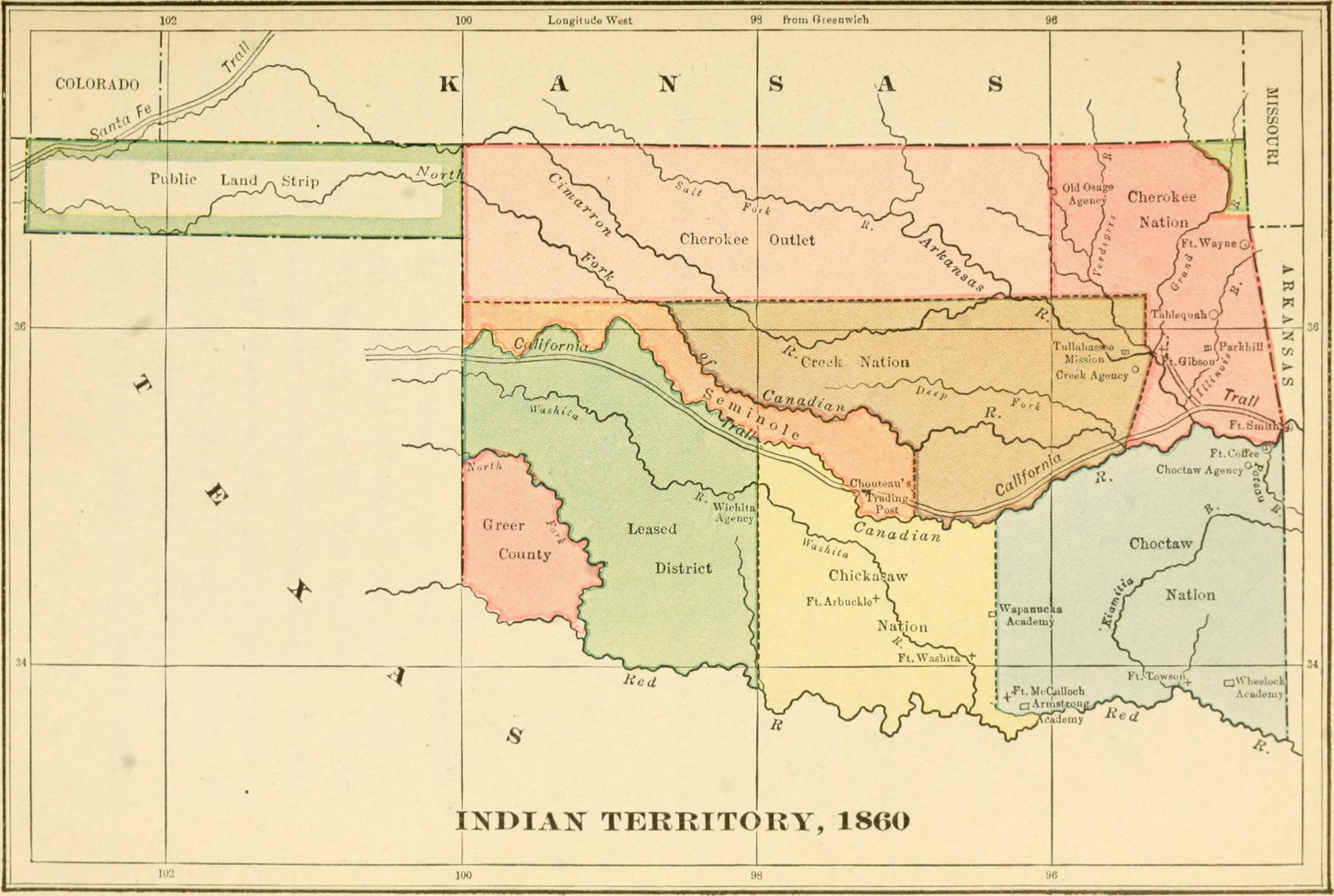
Индейская территория в 1860 г.

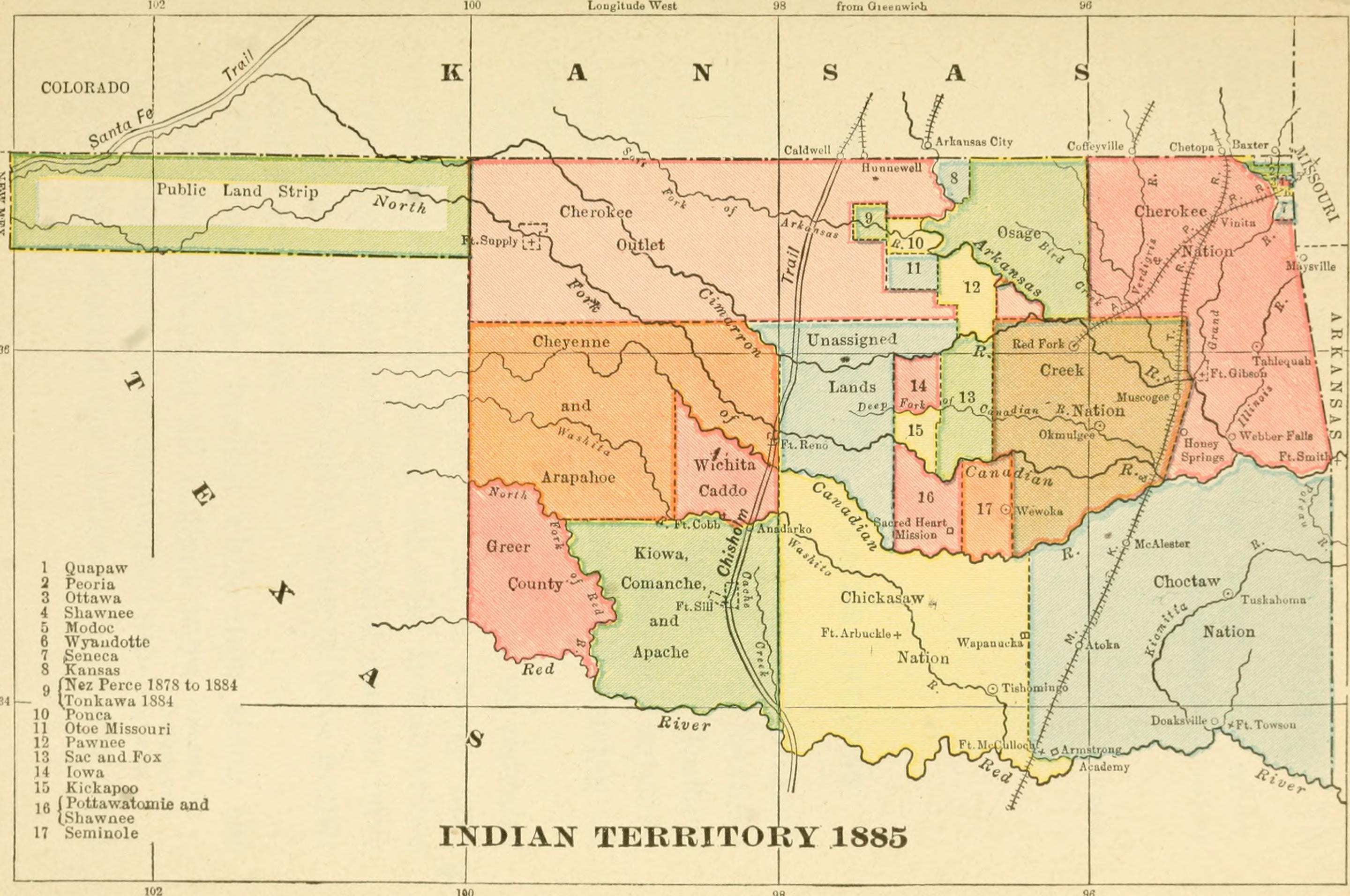
Индейская территория в 1885 г.

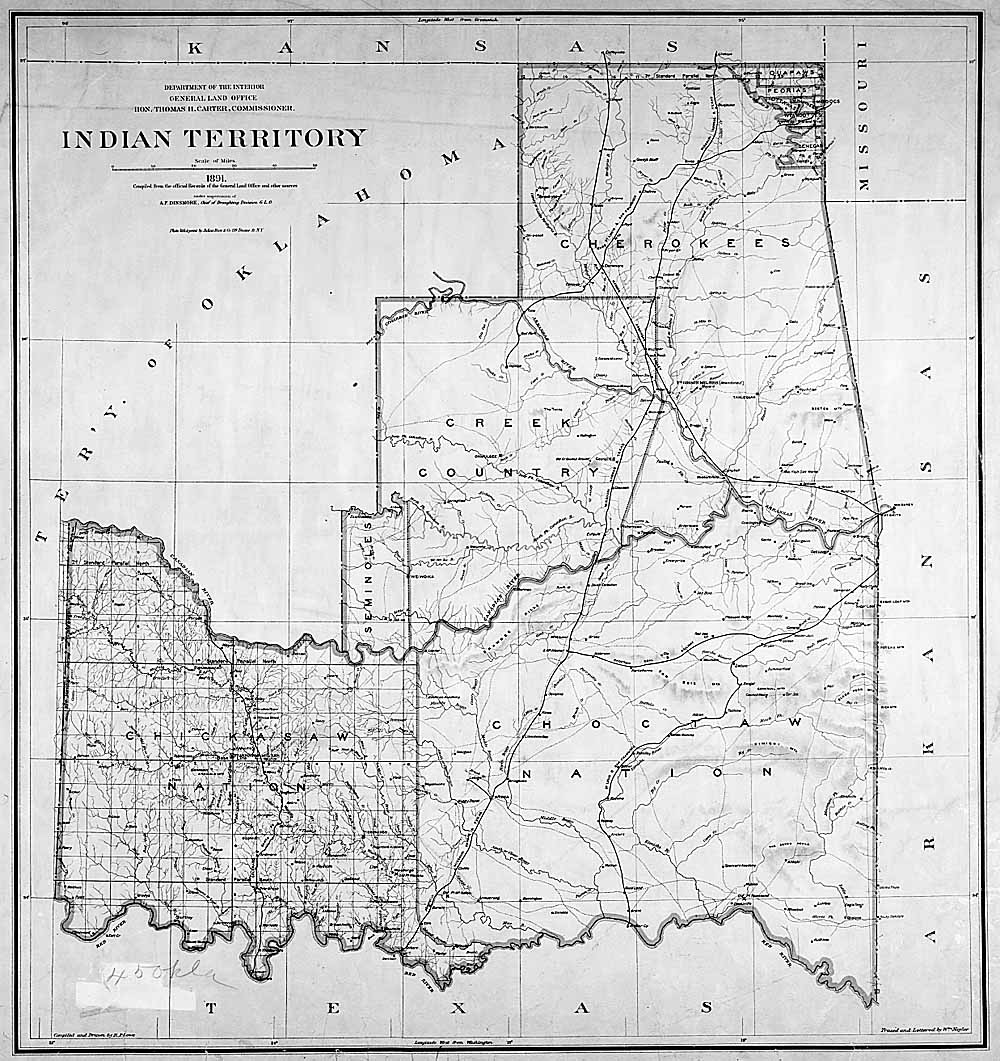
Индейская территория в 1891 г.

### Гражданская война
Во время гражданской войны в США жители Индейских территорий воевали в основном на стороне Конфедерации. Однако некоторые племена, в частности, чероки раскололись и вели свою мини-гражданскую войну. После битвы при Доуксвилле бригадный генерал Стэнд Уэйти, индеец, а впоследствии вождь племени чероки, командующий индейской кавалерией армии конфедератов, стал последним генералом Конфедерации, сдавшимся североамериканцам в гражданской войне — это произошло 23 июня 1865 года.

### Оклахома
После образования Территории Оклахома в 1890 году неорганизованной оставалась лишь восточная половина территории (земли Пяти цивилизованных племён), а на Территории Оклахома в 1889—1895 годах проводились Земельные гонки.
В 1905 году жители Индейской территории попытались добиться признания её в качестве статуса равноправного штата Секвойя в составе США, однако предложение было отвергнуто правительством и Конгрессом США. После формального образования штата Оклахома в 1907 году Индейская территория прекратила существование.
В настоящее время в Оклахоме, особенно в восточной части, по-прежнему живёт множество индейцев. Единственным племенем, которое полностью сохранило свои земли в границах изначальной резервации в Оклахоме, является племя осейджей, поддержавшее Союз в гражданской войне и получившее в 1868 году возможность продать свои земли в Канзасе и разместиться южнее на землях Полосы Чероки, что и произошло в 1870 году.